# Pepenga Pengo
 (janvier 2015).
Si vous disposez d'ouvrages ou d'articles de référence ou si vous connaissez des sites web de qualité traitant du thème abordé ici, merci de compléter l'article en donnant les références utiles à sa vérifiabilité et en les liant à la section « Notes et références ».
Pepenga Pengo (ぺぺんがペンゴ) est un jeu vidéo d'action développé et édité par Sega, sorti en 1995 sur Mega Drive, uniquement au Japon. Il s'agit de la suite de Pengo.

## Système de jeu
Le gameplay de Pepenga Pengo est très similaire à celui de Bomberman.